# James J. Gibson
James Jerome Gibson (27 de enero de 1904 - 11 de diciembre de 1979), fue un psicólogo norteamericano, nacido en McConnelsville, Ohio. Es considerado uno de los máximos expertos en el campo de la percepción visual. En su obra clásica La percepción del mundo visual (1950) rechazó el conductismo metodológico de moda entonces para adoptar una perspectiva basada en su propio trabajo experimental, el cual fue pionero en proponer la idea de que los animales "muestreaban" la información del 'ambiente' del mundo exterior. Estudió el concepto de flujo óptico (que puede describirse como el flujo aparente del movimiento de los objetos en el campo visual con relación al observador) usando el patrón de luz en la retina.
Gibson también acuñó el término affordance ("ofrecimiento estimular"), que se refiere a las oportunidades de acción que ofrecen un objeto en particular o el medio ambiente. Este concepto ha sido extremadamente influyente en el campo del diseño y la ergonomía: véase por ejemplo el trabajo de Donald Norman, quien trabajó con Gibson y ha adaptado muchas de sus ideas para sus propias teorías.
En sus obras posteriores (como, por ejemplo, "El enfoque ecológico de la percepción visual" (1979)), el trabajo de Gibson se hizo más filosófico y criticó el cognitivismo de la misma manera que había atacado antes al conductismo.  Denominó a su nueva aproximación "psicología ecológica." Rechazó así mismo la perspectiva del procesamiento de información sobre la cognición. Gibson es cada vez más influyente en muchos movimientos contemporáneos de la psicología, en particular los que se consideran post-cognitivistas.
Murió en Ithaca, Nueva York. Estuvo casado con su colega la célebre psicóloga del desarrollo Eleanor Gibson.

## Teoría de la percepción directa
Gibson propuso fuertes argumentos a favor de la percepción directa y el realismo directo (propuesto originalmente por el filósofo escocés Thomas Reid), en oposición al realismo indirecto del cognitivismo.
Al contrario que la teoría de la Gestalt (que influyó en su obra a través del contacto con su colega Kurt Koffka en Cornell), Gibson no creía que la percepción estuviera en la estructura del organismo, sino en el estudio del medio ambiente en el que el organismo está inmerso. Los puntos principales de su teoría:

### Percepción ecológica
De acuerdo con Gibson, y en contra de la tesis de la pobreza del estímulo, para la cual la información perceptual es inherentemente limitada o ambigua y por tanto requiere que quien la perciba la enriquezca a través de inferencias o representaciones mentales, el ambiente es una fuente riquísima de información. Esto debido a que es relativamente estable y predecible, de allí que nuestras percepciones sobre el ambiente sean notablemente exitosas la mayor parte del tiempo. Para Gibson, el énfasis constante en el estudio de las ilusiones y errores perceptuales solamente distrae del hecho más importante de que en el mundo real y cotidiano nuestras percepciones son perfectamente suficientes y rara vez conducen a errores. Para Gibson, los experimentos tradicionales en percepción tienen poco que ver con la vida cotidiana, y solo brindan información fisiológica, pero dicen poco acerca de cómo percibimos normalmente el mundo. De esta manera, su teoría pone el énfasis no en quien percibe sino en la naturaleza del ambiente.
Gran parte de las conclusiones de Gibson proviene de su participación durante la II Guerra Mundial en experimentos con aviadores, que le llevaron a concluir que los estudios tradicionales de laboratorio sobre la percepción de profundidad ayudaban muy poco en la tarea de cómo mejorar la habilidad de un piloto para aterrizar. De allí se originó su teoría sobre percepción espacial que, en contraste con las aproximaciones tradicionales, enfatizaba no objetos en el espacio visual, sino el suelo, una superficie continua en el que tales objetos reposaban. Ejemplo de esta postura es el concepto de gradientes de textura, que se refiere a la densidad o cantidad de detalles de una escena dependiendo de qué tan lejos se encuentre uno de ella. De acuerdo con Gibson en tanto tales gradientes muestran un grado altísimo de correspondencia con la distancia física, proveen mucha más información sobre la profundidad que otras claves visuales más simples.El análisis perceptual debe centrarse, pues en la conformación óptica ambiental y no en aspectos parciales.
Más aún, su énfasis en las características de la información ambiental le llevó a enfatizar el hecho de que la percepción cotidiana involucra no un observador estático sentado en un laboratorio observando luces, sino observadores activos que mueven sus ojos, sus cabezas y sus cuerpos en relación con el ambiente. Puesto que tales movimientos resultan en una imagen constantemente cambiante en la retina, Gibson eventualmente llegó a la conclusión de que parte de esta información se mantiene constante. Por ejemplo, a medida que un observador se mueve en relación con un gradiente de textura, los contornos que definen las texturas del gradiente se mueven por la retina, pero la textura misma del gradiente se mantiene constante. Esta idea de rasgos invariantes en el ambiente a medida que un observador se mueve en él, es central en la teoría de Gibson. Estas invariantes, de acuerdo con Gibson, son propiedades físicas del ambiente, y no solo brindan la información necesaria para la percepción sino que además constituyen información que existe en una forma que puede ser usada de manera inmediata, sin necesidad de ser transformada, procesada o manipulada por algún proceso mental. El espacio y demás cualidades del ambiente son, pues, percibidas directamente, sin necesidad de proceso mental alguno. La percepción se explica, de acuerdo con Gibson, estudiando la estimulación en el ambiente y no lo que pasa una vez tales estímulos entran a través de los ojos. Utiliza, pues, una óptica ecológica y no una óptica geométrica. 
Una última consecuencia de estas ideas fue elaborada en el último libro de Gibson, La Aproximación Ecológica a la Percepción Visual, publicado en 1979. En este enfatiza que el proceso perceptual no es el procesamiento de inputs sensoriales sino la extracción de invariantes del flujo estimulativo. En particular, en este libro Gibson desarrolla el concepto de Gibson affordances ("ofrecimiento estimular"), que había esbozado en sus trabajos anteriores. La información el ambiente especifica lo que este permite al organismo hace, lo que le ofrece. Así pues, percibir un objeto no es solo percibir sus características visuales, sino también percibir lo que el objeto permite al observador hacer con él, y tal percepción de nuevo ocurre directamente, sin necesidad de proceso mental alguno.
Gibson atribuye el carácter directo a la percepción. No necesitamos recurrir a recuerdos (como la teoría clásica), a pensamientos o a inferencias para explicar la percepción. Gibson piensa que toda la información para determinar la percepción está en el medio ambiente y no necesitamos recurrir a procesos del organismo para su explicación. La percepción es un proceso activo: la importancia de la locomoción del observador para cambiar el patrón estimular. Para Gibson toda la información está en la estimulación.

### Otras teorías de la percepción
- El transaccionalismo de Dewey.
- El funcionalismo probabilista de Brunswick.
- La nueva psicofísica de Stevens.

## Obras
- The Perception of the Visual World (1950) Boston: Houghton Mifflin.
- The Senses Considered as Perceptual Systems (1966) Boston: Houghton Mifflin.
- The Ecological Approach to Visual Perception (1979) Boston: Houghton Mifflin.